# Snekkersten
Snekkersten er en bydel i Helsingør ved den Nordsjællandske Øresundskyst i Helsingør Kommune, Region Hovedstaden. Bydelen er udsprunget af to fiskerlejer i Snekkersten og Skotterup, og består hovedsageligt af lav bebyggelse, især villaer og rækkehuse. Snekkersten ligger et par kilometer nord for Espergærde, kun adskilt af Egebæksvang Skov. I byen findes en havn med erhvervsfiskeri og mange lystbåde, et indkøbscenter, to skoler og et idrætscenter.
Snekkersten postdistrikt talte i 2005 ca. 5.700 indbyggere.
Der er togforbindelse til det centrale Helsingør og til København med Kystbanen samt til Hillerød med Lille Nord.

## Etymologi
Byens navn kommer fra snekke, som er en skibstype. Navnet henviser til en stor sten i strandkanten, som måske har været anvendt som fortøjningssted.

## Historie
Snekkersten omtales første gang i 1582, da Frederik II overdrog et bundgarnsstade på kronens grund til Helsingør Hospital. Efter svenskekrigene blev der i 1660 udarbejdet en rapport ifølge hvilken Snekkersten var ganske øde og nedbrudt. I en jordebog fra 1679 omtales 6 beboere (med familie) i Snekkersten.
I 1682 talte Snekkersten 1 gård, 2 huse med jord og 4 huse uden jord. Snekkersten var gennem århundreder et fiskerleje, hvorfra der blev drevet bundgarnsfiskeri; hele Øresundskysten var inddelt i fiskestader.
I anden halvdel af 1800-tallet blev Snekkersten et udflugtssted for københavnske landliggere, blandt andet på grund af at et dampskib i kystfart langs Øresund havde stoppested ved fiskerlejet; rejsende blev roet til og fra skibet af en stedlig fisker.
I 1864 anlagdes jernbanen fra København over Hillerød til Helsingør (kendt som "Nordbanen" og "Lille Nord") efter nogle år med holdeplads ved Snekkersten. I 1897 anlagdes yderligere Kystbanen, der forenedes med Nordbanen ved Snekkersten station. Omkring århundredeskiftet begyndte en egentlig byudvikling, i begyndelsen præget af landliggeriet, med toldkontrol, bådehavn, skole, flere stiftelser oprettede af fru V. Heise (enke efter komponisten Peter Heise), således et børnesanatorium (1894), damehjem med fribolig for enligt stillede damer (1907) og stiftelse for afskedigede officerer og deres enker og børn (1907), endvidere hotel, bådebyggeri og guldlistefabrik.
Under den tyske besættelse i 2. verdenskrig var Snekkersten et centrum for illegal transport af flygtninge til Sverige på grund den korte afstand til den svenske kyst.
Blandt andre sejlede Bent Blüdnikows far Benjamin Blüdnikow ud fra Snekkersten.
Havnen var centrum for tunfiskeriet i Øresund under den pludselige opblomstring i 1950'erne og 60'erne, hvor der på havnen kunne observeres mange flotte fangster. Gennem flere årtier frem til midten af 1990'erne var der færgefart fra havnen til Helsingborg med den lokalt yderst populære og nu legendariske båd "Marina".
Lige nord for havnen ligger Kystens Perle, som var et hotel bygget med marshallstøtte. Den erstattede den nedbrændte Snekkersten Kro, og var i mange år et mondænt forlystelsesetablissement. Bygningen er nu omdannet til ejerlejligheder.
I tiden frem til 1970 var hele området mellem Øresund og Kystbanen blevet udbygget som et forstadsområde til Helsingør. Efter kommunalreformen i 1970 skete der tillige en udstykning af Borupgårds jorder vest for Kystbanen til boligbebyggelse. Den oprindelige Borupgård blev omdannet til hotel- og konferencecenter i midten af 80'erne.

## Indbyggertal
1906 – 555
1911 – 569
1916 – 675
1921 – 873
1925 – 1.216
1930 – 1.294
1935 – 1.415
1940 – 1.559
1945 – 1.673
1950 – 1.784
1955 – 1.899
1960 - 1.980
1967 - 2.250
1997 - 4.982
1998 - 4.986
1999 - 5.079
2000 - 5.122
2001 - 5.198
2002 - 5.276
2003 - 5.489
2004 - 5.604
2005 - 5.716
kilder: Diverse folketællinger, Danmarks Statistik